# Landpoort
Een landpoort is een stadspoort van een vestingstad met een droge, landelijke ontsluiting naar het achterland. Een waterpoort daarentegen is gelegen aan een waterweg van een stad.
De Koppelpoort in Amersfoort is een combinatie van een land- en waterpoort.

## Poorten met de naam 'Landpoort' in Nederland
- Landpoort (Delfzijl), voormalige hoofdpoort van de vestingstad Delfzijl
- Landpoort (Ravenstein), voormalige poort van de vestingstad Ravenstein
- Landpoort (Vollenhove), voormalige poort van de vestingstad Vollenhove
- Landpoort (Willemstad), voormalige poort van de vestingstad Willemstad

acces · affuit · approche · arsenaal · banket · barbacane · barbette · bastion · bastei · batterij · bedekte weg · beer · berm · blokhuis · bolwerk · borstwering · bres · buitenwerk · bunker · bonnet-traverse · caponnière · circumvallatielinie · citadel · contravallatielinie · contre-approche · contrefossé · contregarde · coupure· contrescarpe · courtine · couvre-face · cunette · damsluis · Dienst der Fortificatiën · demi-lune · dwingel · enveloppe · erkertoren · escarpe · face · faussebraye · flank · flèche · fort · fossé · glacis · gracht · halve maan · hamei · hoornwerk · inundatie ·  inundatiekanaal · inundatiesluis · Italiaans vestingstelsel · kat · kazemat · keel · kroonwerk · kruithuis · landpoort · linie · lunet · mezekouw · Nieuw Nederlands Vestingstelsel · onderwal · ontmanteling · opril · Oud-Nederlands vestingstelsel · palissade · papenmuts · plongee · polygonaal stelsel · poortgebouw · poterne · pulvertoren · ravelijn · redan · redoute · reduit · retranchement · rondeel · saillant · sas · schans · schietgat · schilderhuis · schootsveld · singel · sortie · stadsmuur · stadspoort · tamboer · terreplein · tenaille · tobruk · torenfort · traverse · valhek · verdedigingswerk · vesting · vestingstad · voorwerk · wal · walstraat · waltoren · wapenplaats · waterlinie · waterpoort · weermuur · wolfskuil · zwaluwstaart